# Carlos Hevia
Carlos Aurelio Hevia y de los Reyes-Gavilán (La Habana, Cuba, 21 de marzo de 1900 – Florida, Estados Unidos, 2 de abril de 1964) fue un político cubano, fue presidente provisional de Cuba durante tres días tras la renuncia de Ramón Grau San Martín, desde el 15 de enero hasta el 18 de enero de 1934, en que renunció.

## Biografía
Carlos Aurelio Hevia y de los Reyes-Gavilán nació en La Habana, Cuba, el 21 de marzo de 1900 en una familia con antecedentes militares y políticos. Su padre Aurelio Hevia y Alcalde fue un abogado y coronel mambí durante la Guerra de Independencia de Cuba de 1895, y ministro del Interior cubano de 1913 a 1917. Carlos estudió en el Colegio La Salle y en el Instituto de Segunda Enseñanza de La Habana. Viajó a Estados Unidos y estudió en la Academia Militar de Nueva York, y en 1916 ingresó en la Academia Naval de los Estados Unidos en Annapolis, para lo que necesitó una autorización del Congreso estadounidense. Participó en la Primera Guerra Mundial a bordo del buque USS Missouri, y recibió una medalla por su desempeño. Se graduó de ingeniero naval en la Academia Naval de Annapolis en 1919, siendo el segundo cubano en hacerlo (Alberto de Ruiz fue el primer graduado cubano e hispano en 1875). Regresó a Cuba y se casó en 1920. Participó en negocios con su padre, se convirtió en un colono cañero en la provincia de Oriente, y fue fundador de la Asociación Provincial de Colonos de esa provincia. En agosto de 1931 fue uno de los jefes de la expedición de Gibara junto al exteniente Emilio Laurent Dubet y el periodista Sergio Carbó Morera, donde un grupo de 37 cubanos en el buque de carga Ilse Volmauer procedente de Nueva York desembarcaron el 17 de agosto en la ciudad portuaria de Gibara, en el oriente de Cuba, para derrocar el gobierno de Gerardo Machado; lograron ocupar la ciudad por un breve tiempo, pero el 19 de agosto fueron capturados por el ejército cubano. Carlos fue apresado y estuvo en la cárcel por un tiempo. Fue liberado, regresó a Nueva York en 1932, e integró la Junta Revolucionaria Cubana que conspiraba contra Machado. Regresó a Cuba después de la caída del gobierno de Machado ocurrida el 12 de agosto de 1933.

## Presidente Provisional (1934)
Durante el gobierno provisional de Ramón Grau San Martín llamado Gobierno de los Cien Días (127 días), Hevia era el ministro de Agricultura. El 15 de enero de 1934 debido a protestas contra la gestión de Grau, el no reconocimiento de su gobierno por Estados Unidos, y la presión ejercida por el coronel Fulgencio Batista, jefe del Ejército, Grau renunció a la presidencia. El Consejo de Gobierno nombró a Carlos Hevia como presidente interino ese día. Hevia se había negado debido al clima de tensión. 
Pronto 100 soldados llegaron al palacio presidencial y sofocaron la protesta, Hevia juró el cargo a las 5:00 p. m. del 15 de enero ante el presidente del Tribunal Supremo de Cuba, Dr. Juan Federico Edelmann, su suegro. El martes Hevia se reunió con el líder del consejo Fulgencio Batista y el líder liberal Carlos Mendieta para firmar un pacto de neutralidad. 
Carlos era impopular entre los militares, y los líderes laborales planeaban un paro nacional. El miércoles Hevia se vio sin el respaldo general para prevenir la huelga y decide renunciar al cargo, que fue ocupado por su secretario de Estado Manuel Márquez Sterling. Entregó el poder con esta expresión: «Volveré a mis campos de caña». Fue uno de los fundadores del Partido Auténtico en 1934. En el primer gobierno de Fulgencio Batista (1940-1944) fue director de la Oficina de Control de Precios y Provisiones desde 1942 a 1943.

## Últimos años
Durante el gobierno de Carlos Prío Socarrás fue secretario de Estado (ministro de Relaciones Exteriores) desde 1948 hasta 1950, ministro de Agricultura (1950-1951), y ministro sin cartera (1951-1952). Al mismo tiempo, fue presidente de la Comisión Nacional de Desarrollo. En el seno del Partido Auténtico ganó la postulación como candidato presidencial para las elecciones del 1 de junio de 1952, suspendidas por el golpe de Estado dirigido por Fulgencio Batista el 10 de marzo de 1952. En 1952 tuvo un infarto cardíaco, y tiempo después fue al exilio en Miami, Florida, por su oposición a Batista. Regresó a Cuba después del triunfo de la Revolución cubana, y retornó a Estados Unidos en octubre de 1960, por estar contra el rumbo comunista del gobierno castrista, y se asentó en Coral Gables, Florida. En Estados Unidos formó parte del grupo civil de la Brigada 2506 en la fallida Invasión de Bahía de Cochinos de 1961. Después de ese fracaso retornó a Miami y fundó la Pan American Merchant Marine Academy que dirigió hasta su muerte. Hevia murió en Lantana, Florida, en casa de su hija, el 2 de abril de 1964, de un infarto cardíaco.

## Familia
Carlos Hevia era el mayor de 6 hijos de Aurelio Hevia y Sara de los Reyes-Gavilán. Se casó con Elisa Edelmann y Ponce el 18 de diciembre de 1920, con quien tuvo 2 hijos, Aurelio Carlos y Margarita Hevia Edelmann.